# Agustín Aleo
Agustín Ignacio Aleo (Godoy Cruz, Mendoza, Argentina; 20 de mayo de 1998) es un futbolista argentino de origen mendocino. Juega de defensa y su equipo actual es Alvarado de la primera nacional de Argentina.

## Trayectoria

### Godoy Cruz
Aleo llegó al club de su ciudad a los 8 años, y a los 20 logró ser parte del plantel de Primera.
Ya en 2019 logró su debut como profesional. Ocurrió el 19 de febrero en la derrota frente a Racing. Aleo fue reemplazado a los 30 minutos del segundo tiempo por Ezequiel Bullaude.
El lateral en total disputó 25 partidos con la camiseta del Tomba, disputando varios partidos en la Copa Libertadores 2019.

### Argentinos Juniors
En 2020, Aleo se convirtió en refuerzo de Argentinos Juniors, a préstamo por un año con opción de compra. No llegó a debutar y regresó a Godoy Cruz.

### Ferro
En 2021 vuelve a Godoy Cruz, pero rescindió su contrato para firmar con su nuevo club Ferro carril oeste.

## Estadísticas
Actualizado al 28 de octubre de 2024

| Godoy Cruz Argentina | 1.ª           | 2017-18       | 0   | 0 | 0 | 0 | — | — | 0   | 0 | 0 |
| Godoy Cruz Argentina | 1.ª           | 2018-19       | 8   | 0 | 0 | 0 | 3 | 0 | 11  | 0 | 0 |
| Godoy Cruz Argentina | 1.ª           | 2019-20       | 12  | 0 | 1 | 0 | 1 | 0 | 14  | 0 | 0 |
| Godoy Cruz Argentina | Total         | Total         | 20  | 0 | 1 | 0 | 4 | 0 | 25  | 0 | 0 |
| Argentinos Juniors Argentina | 1.ª           | 2019-20       | 0   | 1 | 0 | 0 | — | — | 0   | 0 | 0 |
| Argentinos Juniors Argentina | 1.ª           | 2020          | —   | — | 0 | 0 | — | — | 0   | 0 | 0 |
| Argentinos Juniors Argentina | Total         | Total         | 0   | 2 | 0 | 0 | 0 | 0 | 0   | 0 | 0 |
| Club Ferro Carril Oeste Argentina | 2.ª           | 2021          | 26  | 0 | 0 | 0 | — | — | 26  | 0 | 0 |
| Club Ferro Carril Oeste Argentina | Total         | Total         | 26  | 0 | 0 | 0 | 0 | 0 | 26  | 0 | 0 |
| Güemes Argentina | 2.ª           | 2022          | 29  | 0 | 0 | 0 | — | — | 29  | 0 | 0 |
| Güemes Argentina | Total         | Total         | 29  | 0 | 0 | 0 | 0 | 0 | 29  | 0 | 0 |
| Boyacá Chicó · Colombia | 1.ª           | 2023          | 32  | 0 | 0 | 0 | — | — | 32  | 0 | 0 |
| Boyacá Chicó · Colombia | Total         | Total         | 32  | 0 | 0 | 0 | 0 | 0 | 32  | 0 | 0 |
| Alvarado Argentina | 2.ª           | 2024          | 26  | 0 | 0 | 0 | — | — | 26  | 0 | 0 |
| Alvarado Argentina | Total         | Total         | 26  | 0 | 0 | 0 | 0 | 0 | 26  | 0 | 0 |
| Total carrera | Total carrera | Total carrera | 133 | 0 | 1 | 0 | 4 | 0 | 138 | 0 | 0 |
| (1) Las copas nacionales se refiere a la Copa Argentina y a la Copa de la Liga Profesional. (2) Las copas internacionales se refiere a la Copa Libertadores y a la Copa Sudamericana. (3) Media de goles por encuentro. No incluye goles en partidos amistosos. |               |               |     |   |   |   |   |   |     |   |   |